# Haematopota qui
Haematopota qui är en tvåvingeart som beskrevs av Xu 1999. Haematopota qui ingår i släktet Haematopota och familjen bromsar. Inga underarter finns listade i Catalogue of Life.